# Гаррисберг
Га́ррисберг (англ. Harrisburg) — столица американского штата Пенсильвания и административный центр округа Дофин, на реке Саскуэханна, в 169 км к западу от Филадельфии. Находится в центре крупной агломерации с населением около 530 тыс. жит. (2010), из них в пределах городской черты проживает 54,5 тыс.

## История
До белой колонизации район населяло племя саскуэханноков, занимавшееся примитивным земледелием, охотой и собирательством, основой благосостояния племени было посредничество в меновой торговле между индейскими племенами, населявшими бассейны рек Делавэр и Огайо. Первое документально подтверждённое посещение этих мест европейцами произошло в 1608 году, когда сюда прибыла английская экспедиция под предводительством знаменитого Джона Смита.
Основатель города — валлийский торговец Джон Харрис — поселился на месте современного города в 1718 г., ведя торговлю с индейцами и поддерживая в рабочем состоянии переправу через Саскуэханну. Деревенька под названием Harris' Ferry («Харрисов паром») была переименована в 1785 г. в Луисбург (Louisbourg) в честь короля Людовика XVI. Это название не прижилось, и уже в 1791 г., когда оно официально обрело статус города, поселение именовалось Гаррисберг.
Гаррисберг был одним из пунктов, через который шло заселение эмигрантами территорий к западу от побережья. Его транспортное значение возросло с открытием Пенсильванского канала (1834), строительством железной дороги (1836) и магистрали до Питтсбурга (1847). В 1812 г. в Гаррисберг была перенесена столица штата, в 1827 г. здесь было проведено Национальное собрание по тарифам, которое одобрило политику протекционизма, а в 1839 г. на первом общенациональном съезде партии вигов на пост президента был выдвинут Уильям Генри Гаррисон.
Во время Гражданской войны Гаррисберг, как важный транспортный узел, связывавший Северо-Восток со Средним Западом, был одной из целей наступлений южан в 1862 и 1863 годах. Во время Геттисбергской кампании, отчаянной попытки генерала Ли переломить ход войны с многократно превосходящим противником, разведотряд конфедератов был остановлен всего в 2 милях от города. Это считается самым северным сражением той войны.
Развитие Гаррисберга в последней трети XIX века тесно связано с чёрной металлургией. Наличие рабочих мест привлекало в город множество иммигрантов, строились офисные здания, был запущен городской трамвай. С 1920-х начался упадок города, промышленные предприятия закрывались, белые жители переезжали в пригороды, центр города превратился в негритянское гетто. В настоящее время город является банкротом, а для большей части жителей основным доходом являются социальные выплаты.
Неподалёку от города с 1974 года функционирует АЭС Три-Майл-Айленд, на которой 28 марта 1979 года произошла самая тяжёлая ядерная авария в США.

## География и климат
Гаррисберг расположен в центральной части Пенсильвании, к югу от хребта Блу-Маунтин (отрога Аппалачей).
Город находится на границе зон субтропического океанического и умеренно континентального климата. Все четыре сезона отчётливо выражены, лето жаркое и дождливое, зима прохладная, иногда холодная, весна и осень мягкие (весной случаются резкие колебания температуры).
| Показатель                                                | Янв. | Фев. | Март | Апр. | Май  | Июнь | Июль | Авг. | Сен. | Окт. | Нояб. | Дек. | Год  |
| --------------------------------------------------------- | ---- | ---- | ---- | ---- | ---- | ---- | ---- | ---- | ---- | ---- | ----- | ---- | ---- |
| Абсолютный максимум, °C                                   | 23,0 | 26,0 | 31,0 | 34,0 | 36,0 | 38,0 | 42,0 | 40,0 | 39,0 | 36,0 | 29,0  | 24,0 | 42,0 |
| Средний суточный максимум, °C                             | 4,0  | 5,0  | 10,0 | 18,0 | 23,0 | 28,0 | 30,0 | 29,0 | 25,0 | 18,0 | 12,0  | 6,0  | 17,0 |
| Средняя температура, °C                                   | −0,5 | 0,5  | 5,0  | 12,0 | 17,0 | 22,5 | 24,5 | 24,0 | 18,5 | 12,5 | 7,0   | 1,5  | 12,0 |
| Средний суточный минимум, °C                              | −5   | −4   | 0,0  | 6,0  | 11,0 | 17,0 | 19,0 | 19,0 | 14,0 | 7,0  | 2,0   | −3   | 7,0  |
| Абсолютный минимум, °C                                    | −30  | −25  | −12  | −15  | −1   | 4,0  | 9,0  | 7,0  | −1   | −5   | −12   | −22  | −30  |
| Норма осадков, мм                                         | 77   | 62   | 95   | 86   | 90   | 99   | 117  | 86   | 123  | 85   | 77    | 86   | 1082 |
| Источник: National Oceanic and Atmospheric Administration |      |      |      |      |      |      |      |      |      |      |       |      |      |

## Население
По данным переписи 2010 года, в городе проживало 49 528 человек.
Расовый состав населения:
- белые — 24,8 %
- афроамериканцы — 49,9 %
- латиноамериканцы (всех рас) — 18,0 %
- азиаты — 3,4 % (в основном вьетнамцы)

Среднегодовой доход на душу населения в 2000 году равнялся 15 787 долларов США. Средний возраст горожан — 33 года. Уровень преступности очень высокий, в 3,6 раза выше среднего по США и в 4 раза выше среднего по Пенсильвании.

## Экономика
В Гаррисберге и его окрестностях расположено несколько высших учебных заведений (включая отделение Пенсильванского университета), военные школы и военно-морские склады. Администрация штата заседает в Капитолии — белоснежной копии римского собора св. Петра высотой 84 метра (1906). В городе также есть несколько музеев, среди которых выделяется несколько перестроенный дом Джона Харриса (1766).
В октябре 2011 года город объявлен банкротом из-за последствий мирового финансового кризиса. Городской совет Гаррисберга сообщил, что город не в состоянии выплатить $500-миллионный долг, в пять раз превышающий бюджет города. Как сообщается, основной причиной банкротства города явилось «систематическое непредоставление выплат по облигациям, обеспеченным доходом от мусоросжигательного завода», построенного в 1972 году для выработки пара и отопления близлежащих учреждений и сталелитейного завода.

## Транспорт
Город обслуживается Международным аэропортом Гаррисберга (IATA: MDT, ICAO: KMDT), расположенным в 15 километрах к юго-востоку от делового центра. В 2012 году пассажирооборот составил 750 тыс. человек. Регулярные рейсы совершаются в основные города Восточного побережья США, а также в Денвер. Имеется международный рейс в Торонто.
Через Гаррисберг проходит основная железнодорожная линия, связывающая Нью-Йорк и Чикаго (через Питсбург).
Основные автомобильные дороги, проходящие через Гаррисберг: межштатные шоссе I-71 и I-86, а также скоростные дороги US 15 и US 22.
Общественный транспорт в Гаррисберге и окрестностях представлен 35 автобусными маршрутами под управлением организации Capital Area Transit.

## Известные уроженцы
- Селзам, Говард (1903—1970) — философ-марксист, профессор Городского университета Нью-Йорка, Бруклинского колледжа.

## Города-побратимы
Гаррисберг является городом-побратимом следующих городов:
- Израиль: Маалот-Таршиха
- Мексика: Пачука-де-Сото